# Vaishya

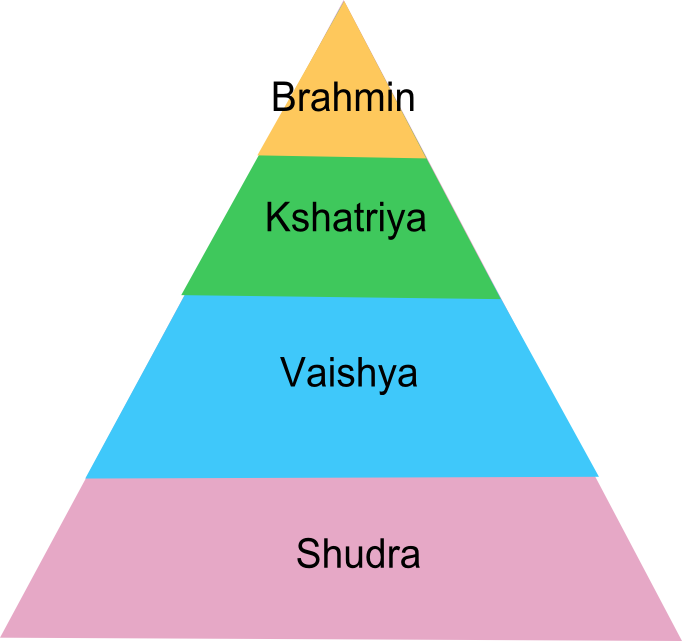
De vier varna's van het Indische kastenstelsel

Een vaishya (Sanskriet वैश्य vaiśya) is in het Indische kastenstelsel een lid van de derde van de vier varna's. Vaishya's worden geacht te werken als koopmannen, ambachtslieden en landeigenaren. Personen geboren in de hoogste drie kasten (brahmanen, kshatriya's en vaishya's) zouden tweemaal geboren worden (dvija) wanneer ze de upanayana ondergaan, onderricht in wat in de vier Veda's betreffende de uitoefening van hun beroep wordt gezegd.